# Alenkij tsvetotjek (film fra 1952)
|  | For den sovjetiske film fra 1977, se Alenkij tsvetotjek (film fra 1977) |
Alenkij tsvetotjek (russisk: Аленький цветочек, da.: Den skarlagensrøde blomst) er en sovjetisk animationsfilm fra 1952 instrueret af Lev Atamanov.
Filmen er baseret på det russiske eventyr af samme navn af Sergej Aksakov.